# تورستن غوتشوف
تورستن غوتشوف (بالألمانية: Torsten Gütschow)‏ مواليد 28 يوليو 1962 في غورليتس، ألمانيا الشرقية، هو لاعب كرة قدم ألماني دولي سابق كان يلعب كمهاجم. لعب خلال مسيرته 420 مباراة سجل خلالها 190 هدفاً.

## معرض صور

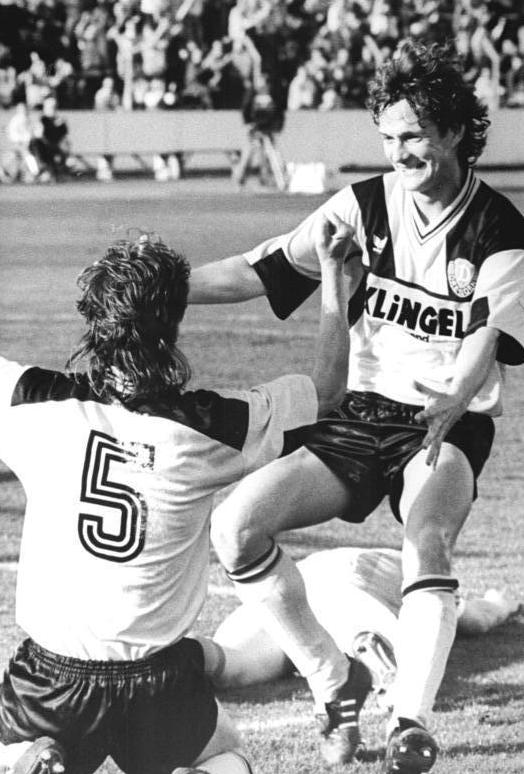
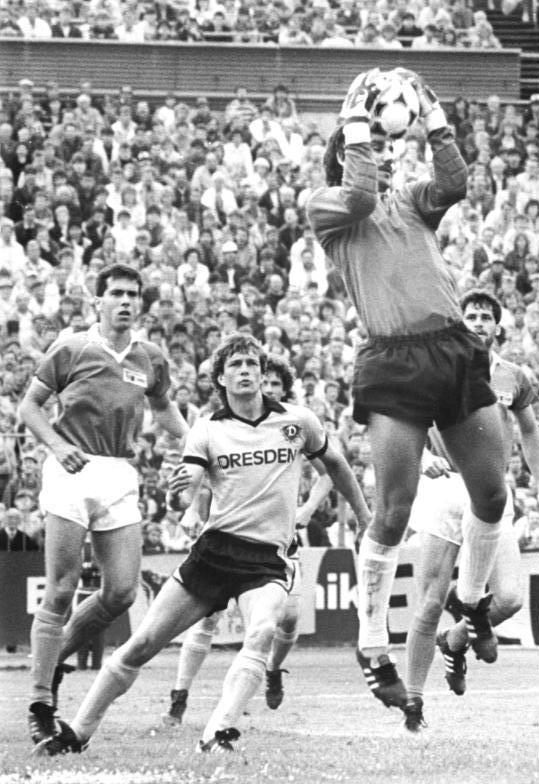
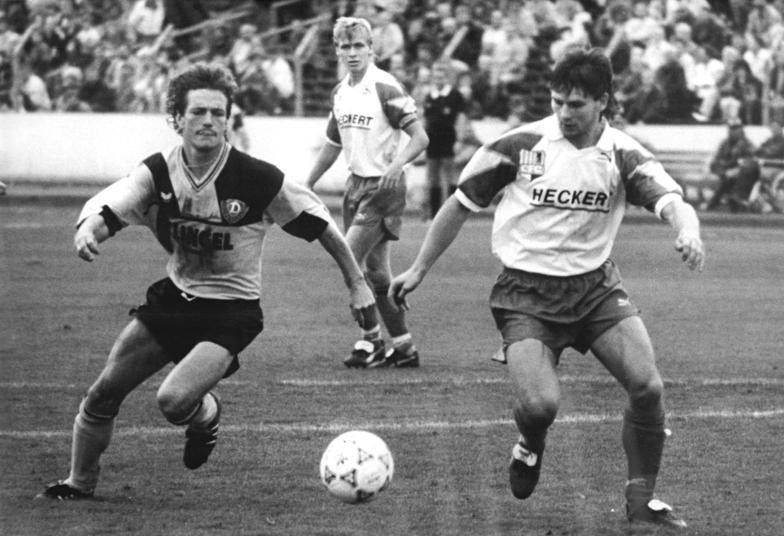

## مرحلة الشباب

### أندية لعب لها
- دينامو دريسدن

## المسيرة الاحترافية

### أندية لعب لها
- دينامو دريسدن
- غلطة سراي
- كارل زايس يينا
- هانوفر 96

## روابط خارجية
- تورستن غوتشوف على موقع اتحاد تركيا (لاعب) (الإنجليزية)
- تورستن غوتشوف على موقع قاعدة بيانات كرة القدم.إي يو (الإنجليزية)
- تورستن غوتشوف على موقع بيانات كرة القدم. دي إي (الألمانية)
- تورستن غوتشوف على موقع ناشيونال فوتبول تيمز (الإنجليزية)
- تورستن غوتشوف على موقع عالم كرة القدم.نت (الإنجليزية)